# 水瀬琴音
水瀬 琴音（みなせ ことね、1997年〈平成9年〉2月14日 - ）は、日本のレースクイーン、グラビアモデル、タレント。東京都北区赤羽出身。愛称は「こちゃまる」。

## 略歴

### RQ活動開始〜フレッシュエンジェルズへ
2019年、自身初のレースクイーン活動となった『Moduloプリティ』としてSUPER GT(500クラス)（300クラス）、スーパー耐久の2カテゴリーで活動。同年の日本レースクイーン大賞ではクリッカー賞を受賞した。同時期にopenlectvにて自身の冠番組「水瀬琴音のむちゃぶりアワー」の放送がスタート。また同年8月からは雑誌「GOLF TODAY」の“GTバーディーズ”メンバーとしてゴルフに挑戦している。
2020年、チーム最多の6人編成となった『D'station フレッシュエンジェルズ』に加入。この年のD'stationは、SUPER GT300クラスでPACIFIC RACINGと組み「Pacific - D'station Racing」として参戦。自身もフレエンの先輩である林紗久羅や同年度のPacific Fairiesメンバーと共にSUPER GTのレースクイーンを務めたが、スーパー耐久ではそれに伴うPacific Fairiesとの合併統合は行われず、引き続きフレエンが公式イメージガールを務めている。また同年4月からは『K-1 Girls Team KHAOS』としてK-1のラウンドガールを担当。同年LIVE DAM Ai専用コンテンツ「グラカラDX!」にて自信初となるグラビアに挑戦。9月には東京オートサロンのイメージガールユニット『A-class』の2021年度メンバーを決めるセレクション審査にエントリーし、ファイナリスト10名まで残った。

### SARDイメージガールとリアライズガールズ
2021年は引き続きフレッシュエンジェルズのメンバーとして活動する他、『SARDイメージガール』としてSUPER GT500クラスのレースクイーンを務める。前年度のSARDイメージガールは新型コロナウイルス感染拡大の影響によるレース日程の変更で発表が大幅に遅れていたが、この年は通常通りKOBELCO GIRLSとの同時発表に戻った。
2022年1月15日、『日本レースクイーン大賞2021』で4代目冠スポンサーとなった「MediBang（メディバン）」賞を愛川菜月・太田麻美・宮瀬七海と共に受賞。同年2月20日、事務所の先輩である前田真実果から引き継ぐ形で、KONDO Racing『リアライズガールズ』の56号車担当に就任。また同年度のフレエンはスーパー耐久の公式イメージガールを担当しなくなったため、イメージガール在任は2年間でストップした。2023年1月14日、『日本レースクイーン大賞2022』で実行委員会特別賞を受賞。
2023年度も引き続きフレッシュエンジェルズとリアライズガールズを兼任。リアライズガールズは24号車と56号車共に前年度と同一メンバーになっており、これはリアライズガールズ発足5年目にして初のことであった。

### レースアンバサダーアワード受賞〜A-classへ
2024年1月13日に発表された『日本レースクイーン大賞2023』では水瀬がレースクイーン大賞5名の中に入り、東京中日スポーツ賞も獲得。自身が掲げていた「レースクイーン大賞5ヵ年計画」を実行した結果となった。しかしこれで満足出来なかった水瀬は、フレッシュエンジェルズとして同年のSUPER GT300クラスに復帰したD'station Racingのアンバサダーを継続する傍ら、テレビ東京のバラエティ番組『デカ盛りハンター』の派生特番にも出演する等、活動の幅を広げていく。
そして日本レースクイーン大賞から大会名を変更した『にしたんクリニック レースアンバサダーアワード』にエントリーしファイナリストまで進み、2025年1月11日の東京オートサロン2025で行われた授賞式において、レースアンバサダーアワードとしての“初代グランプリ”を受賞したことが発表された。フレッシュエンジェルズにとっては2018年度の林紗久羅以来の栄冠獲得となり、発表の瞬間には林も駆け付けた。
2025年のフレッシュエンジェルズでは林に代わってリーダーを担当。更に同年7月15日には、東京オートサロンのイメージガール『A-class』の2026年度メンバーに選出。先述のレースアンバサダーアワードで東京オートサロン賞も受賞したのが選出のきっかけとされており、5年越しの念願が叶った形となった。

## 人物
- 祖父や父の影響で格闘技やゴルフ、モータースポーツに興味を持ち、『SUPER GT+』（テレビ東京・2011年4月 - 2022年3月放送）の一視聴者でもあった[雑誌 2]。憧れのRQは日野礼香[雑誌 2][注 1]。
- スーパー耐久のModuloプリティで共働した山口ミカと同様のお笑い好きで、S耐のオフィシャルステージでは、2人のお笑いパフォーマンスが見られた[3]。好きな芸人は小籔千豊[雑誌 2]。
- 妹が1人いる[24]。
- 自称“元気な食いしん坊”[11]。好きな食べ物は鶏の唐揚げ[雑誌 2]。

## レースクイーン歴
| 年     | カテゴリー                                                                 | チーム名                                         | 他メンバー                                            |                                      |
| ------ | -------------------------------------------------------------------------- | ------------------------------------------------ | ----------------------------------------------------- | ------------------------------------ |
| 2019年 | SUPER GT500クラス 300クラス スーパー耐久                                   | Honda「Moduloプリティ」                          | GT：蒼乃茜、永原芽衣、日比ゆり S耐：山口ミカ          |                                      |
| 2020年 | スーパー耐久イメージガール SUPER GT300クラス                               | D'station フレッシュエンジェルズ                 | 林紗久羅、霧島聖子、引地裕美 宮瀬七海、阿比留あんな   |                                      |
| 2021年 | スーパー耐久イメージガール                                                 | D'stationフレッシュエンジェルズ                  | 林紗久羅、織田真実那、引地裕美 宮瀬七海、阿比留あんな |                                      |
| 2021年 | SUPER GT500クラス                                                          | SARDイメージガール （TGR TEAM SARD）             |                                                       |                                      |
| 2022年 | スーパー耐久（ST-1クラス） GTワールドチャレンジ・アジア （ジャパンカップ） | D'stationフレッシュエンジェルズ                  | 林紗久羅、小湊美月、海音                              |                                      |
| 2022年 | SUPER GT300クラス                                                          | KONDO Racing 「リアライズガールズ」 （56号車）   | 宇佐美なお                                            |                                      |
| 2022年 | SUPER FORMULA                                                              | KONDO Racing 「リアライズガールズ」 （3, 4号車） | 織田真実那、原あゆみ、宇佐美なお                      |                                      |
| 2023年 | スーパー耐久（ST-1クラス）                                                 | D'stationフレッシュエンジェルズ                  | 林紗久羅、前田星奈、木村楓                            |                                      |
| 2023年 | SUPER GT300クラス                                                          | KONDO Racing 「リアライズガールズ」 （56号車）   | 宇佐美なお                                            |                                      |
| 2023年 | SUPER FORMULA                                                              | KONDO Racing 「リアライズガールズ」 （3, 4号車） | 織田真実那、原あゆみ、宇佐美なお                      |                                      |
| 2024年 | SUPER GT300クラス                                                          | D'stationフレッシュエンジェルズ                  | D'stationフレッシュエンジェルズ                       | 林紗久羅、廣川エレナ、菅田れもん、悠 |
| 2025年 | SUPER GT300クラス                                                          | 廣川エレナ、橘香恋、花乃衣美優、塚越愛実         |                                                       |                                      |

## 出演

### 配信番組
- 水瀬琴音のむちゃぶりアワー（OPENREC.tv、2020年2月 - ）[注 2]

### テレビ番組
- デカ盛りドリームマッチ 第65回朝日新聞社杯競輪祭（GI）（テレビ東京・2023年11月26日放送）[1]

### 雑誌
- 三栄「GOLF TODAY」GTバーディーズ（2019年8月 - ）[6][29]

### イベント
- 東京ゲームショウ2018「セガゲームス」ブースコンパニオン[30]
- 東京オートサロン2019「HONDA Modulo」ブースコンパニオン（山口ミカと共演）[雑誌 3]
- 東京ゲームショウ2019「ボトルキューブ」ブースコンパニオン（山口ミカと共演）[31]
- 東京モーターショー2019「ブリヂストン」ブースコンパニオン[32]
- 東京オートサロン2020「ACRE&SPIRIT」ブースコンパニオン[雑誌 4]
- 東京オートサロン2023「HW ELECTRO」ブースコンパニオン[33]
- Prime Video Boxing 11 ラウンドガール（2025年02月24日）[34]

### ユニットメンバー
1. ↑  辻門アネラ、橘香恋、成沢紫音、西井綾音[9]
2. ↑  他メンバー：藤井マリー、芹沢まりな[10]
3. ↑  松田蘭、原あゆみ[PR 2]
4. ↑  太田麻美、中村比菜[PR 1]
5. ↑  24号車担当：織田真実那、原あゆみ[18]

#### 雑誌
1. 1 2  「RACE QUEEN CATALOG 2021 SUPER TAIKYU」『ギャルズ・パラダイス「2021トップレースクイーン編」』、株式会社三栄、2021年10月23日、38頁、2023年3月17日閲覧。「2021D'stationフレッシュエンジェルズ」
2. 1 2 3 4  「『水瀬琴音』とにかく一途な人がタイプ♥ 中華街で一緒に食べ歩きをした～い♪」『ギャルズ・パラダイス「2020 DVDスペシャル」』、株式会社三栄、2020年11月29日、43頁、2021年3月13日閲覧。
3. ↑  「水瀬琴音（HONDA）」『ギャルズ・パラダイス「2019東京オートサロン編」』、株式会社三栄、2019年4月7日、43頁、2021年3月13日閲覧。
4. ↑  「水瀬琴音（ACRE&SPIRIT）」『ギャルズ・パラダイス「2020東京オートサロン編」』、株式会社三栄、2020年4月7日、83頁、2021年3月13日閲覧。

#### プレスリリース
1. 1 2 3 4  『2021年 KOBELCO GIRLS／SARDイメージガールを発表!』（PDF）（プレスリリース）株式会社サード、2021年3月3日。2021年3月13日閲覧。
2. 1 2  『2020 SARDイメージガール発表! 松田蘭さん、原あゆみさんに決定!』（PDF）（プレスリリース）株式会社サード、2020年5月27日。2021年3月13日閲覧。